# Referendum in Wales 1979
Am 1. März 1979, symbolträchtig am St. David’s Day, dem walisischen Nationalfeiertag, fand ein Referendum in Wales statt. Die Wähler hatten die Frage zu beantworten, ob eine eigene gewählte Regionalversammlung für Wales eingerichtet werden sollte. Eine große Mehrheit der Wähler lehnte dies ab. 

## Hintergrund
Die britischen Unterhauswahlen in den 1970ern hatten regionalistischen Parteien in Wales und Schottland erheblichen Zulauf gebracht. Bei den Wahlen 1970, im Februar 1974 und im Oktober 1974 konnte die walisische Plaid Cymru ihre Wählerzahl im Vergleich zur vorangegangenen Wahl 1966 fast verdreifachen und gewann damit 1974 erstmals mehrere Unterhausmandate. In Reaktion griff die seit 1976 amtierende Labour-Regierung unter James Callaghan auf die Vorschläge der sogenannten Kilbrandon Commission zurück. Die Kommission war in den 1960ern unter der Regierung von Harold Wilson eingesetzt worden, um die die Möglichkeiten einer Verfassungsreform zu untersuchen. In ihrem Abschlussbericht hatte die Kommission die Einrichtung von bis zu sieben regionalen gewählten Versammlungen (regional assemblies) empfohlen, davon fünf in England und je eine in Schottland und Wales. Diese gewählten Versammlungen sollten für regionale Angelegenheiten zuständig sein und damit zu einer Dezentralisierung der staatlichen Zentralgewalt (Devolution) beitragen. 
Am 13. Dezember 1976 kündigte die Regierung die Abhaltung eines Referendums in Wales an, über die Frage, ob eine solche Versammlung für Wales eingerichtet werden sollte. Im Unterschied zu Schottland, wo ebenfalls ein Referendum zur Devolution stattfinden sollte, sollte die walisische Versammlung jedoch keine legislativen Befugnisse erhalten. Ein erster Gesetzesentwurf zu einem Zeitplan wurde am 22. Februar 1977 mit 312 zu 283 Stimmen im Unterhaus abgelehnt. Nach verschiedenen Änderungen und Absprachen mit der Parlamentsfraktion der Liberal Party wurde ein zweiter Zeitplan am 16. November 1977 vom Unterhaus angenommen. Ein Antrag von Plaid Cymru, der walisischen Versammlung auch Legislativbefugnisse zuzugestehen, wurde am 2. März 1978 im zuständigen Unterhauskomitee mit großer Mehrheit abgelehnt. Am 31. Juli 1978 trat der Wales Act 1978 in Kraft. Der Act sah die Einrichtung einer gewählten Regionalversammlung aus 80 Abgeordneten für Wales vor. Die Versammlung sollte Kompetenzen in den Bereichen Wohnungswesen, Bildung, Gesundheitswesen, Planung, Wirtschaftsentwicklung und Umwelt erhalten, jedoch keine gesetzgeberische Kompetenz. Am 19. April 1978 wurde gegen den Willen der Regierung ein Zusatzartikel vom Parlament verabschiedet, der festlegte, dass ein Referendum nur dann Gültigkeit hätte, wenn mindestens 40 % der Wahlberechtigten (nicht der Wähler) zugestimmt hatten.
In ihrem Referendumsplan hatte die Regierung Callaghan nicht nur die Gegnerschaft der oppositionellen Konservativen zu überwinden, sondern auch innerparteilich bestand bei Labour eine starke Skepsis gegenüber dem Konzept der Devolution. Ein prominenter Devolution-Gegner war der Londoner Labour-Abgeordnete George Cunningham, auf dessen Initiative die Einführung des 40-Prozent-Schwellenwerts zurückging. Auch der aus Wales stammende spätere Labour-Vorsitzende Neil Kinnock sprach sich deutlich für ein „Nein“-Votum beim Referendum aus.
Zum Zeitpunkt des Referendums befand sich die Regierung Callaghan auf einem Tiefpunkt ihrer Popularität und der Winter 1978/79 ging als Winter of Discontent („Winter der Unzufriedenheit“) in die Geschichte ein. Die Situation im Land war durch eine Wirtschaftskrise, Arbeitskämpfe und politische Instabilität geprägt.

## Frage des Referendums
Den Wählern wurde folgende Frage vorgelegt:

„Do you want the provisions of the Wales Act 1978 to be put into effect?“

„Möchten Sie, dass die Bestimmungen des Wales Act 1978 in Kraft gesetzt werden?“

## Ergebnisse
Von 2.038.049 Wahlberechtigten gaben 1.183.040 (58,8 %) ihre Stimme ab. Die Wahlbeteiligung war damit signifikant niedriger als bei der vorangegangenen Unterhauswahl im Oktober 1974 (72,8 %). 3309 Stimmen waren ungültig. 79,73 % der gültigen Stimmen entfielen auf das „Nein“-Votum.

Ergebnisse nach Counties (Prozent „Nein“-Stimmen)

| County            | Beteiligung | Beteiligung | Ja      | Ja      | Nein    | Nein    |
| County            | Stimmen     | Prozent     | Stimmen | Prozent | Stimmen | Prozent |
| ----------------- | ----------- | ----------- | ------- | ------- | ------- | ------- |
| Clwyd             | 0.145.503   | 51,1 %      | 031.384 | 21,6 %  | 114.119 | 78,4 %  |
| Dyfed             | 0.159.796   | 64,6 %      | 044.849 | 28,1 %  | 114.947 | 71,9 %  |
| Gwent             | 0.176.758   | 55,3 %      | 021.369 | 12,1 %  | 155.389 | 87,9 %  |
| Gwynedd           | 0.108.520   | 63,4 %      | 037.363 | 34,4 %  | 071.157 | 65,6 %  |
| Glamorgan (Mid)   | 0.230.943   | 58,6 %      | 046.747 | 20,2 %  | 184.196 | 79,8 %  |
| Glamorgan (South) | 0.166.016   | 58,1 %      | 021.830 | 13,1 %  | 144.186 | 86,9 %  |
| Glamorgan (West)  | 0.158.497   | 57,5 %      | 029.663 | 18,5 %  | 128.834 | 81,5 %  |
| Powys             | 0.053.345   | 66,0 %      | 09.843  | 18,7 %  | 043.502 | 81,3 %  |
| Wales gesamt      | 1.199.378   | 57,9 %      | 243.048 | 20,3 %  | 956.330 | 79,7 %  |

## Beurteilung und spätere Entwicklungen
Das Votum der Wähler war eindeutig und die Ablehnung der geplanten gewählten Versammlung zog sich durch alle Bevölkerungsschichten. Befürworter der Selbstregierung von Wales zeigten sich tief enttäuscht. Beispielhaft urteilte der walisische Historiker Gwyn Alf Williams, dass „das walisische Wahlvolk im Jahr 1979 nach fast zweihundert Jahren walisischer Geschichte finis geschrieben“ hätte. „Sie erklärten die politischen Glaubenssätze für bankrott, die sich die modernen Waliser zu eigen gemacht hatten. Vielleicht haben sie damit den Tod von Wales selbst herbeigeführt.“ Letztlich erwies sich dieses Urteil als zu pessimistisch. 28 Jahre später kam es zu einem erneuten Referendum, in dem die walisische Wählerschaft mit knapper Mehrheit der Einrichtung einer walisischen Nationalversammlung, diesmal mit erweiterten, auch legislativen Kompetenzen zustimmte.